# Owariasahi
Owariasahi (尾張旭市, Owariasahi-shi) est une ville située dans la préfecture d'Aichi, sur l'île de Honshū, au Japon.

## Géographie

### Démographie
En 2010, la population d'Owariasahi était de 80 346 habitants répartis sur une superficie de 21,02 km2.

## Histoire
Le territoire d'Owariasahi est habité depuis la période Yayoi comme le prouvent d'anciennes tombes trouvées dans la ville.
La ville moderne a été officiellement fondée le 1er décembre 1970.

## Économie

### Agriculture
Le nombre d'agriculteurs à Owariasahi est en baisse, de même que le nombre d'hectares consacrés à l'agriculture. En 1975, 354,9 hectares étaient cultivés, 99,5 en 2000, ce qui représente une baisse de 72 %.

### Industrie
La plus importante industrie de la ville est la céramique, comme la ville voisine de Seto. Des manufactures de céramique sont installées dans la ville depuis la Seconde Guerre mondiale.

## Transports
La ville est desservie par la ligne Seto de la compagnie Meitetsu.

## Symboles municipaux
Les symboles municipaux d'Owariasahi sont le camphrier (depuis 1970) et le tournesol (depuis 1980).